# Acrocercops diatonica
Acrocercops diatonica är en fjärilsart som beskrevs av Edward Meyrick 1916. Acrocercops diatonica ingår i släktet Acrocercops och familjen styltmalar.
Artens utbredningsområde är:
- Papua Nya Guinea.
- Pakistan.
- Thailand.

Inga underarter finns listade i Catalogue of Life.